# Ludwig Hölty

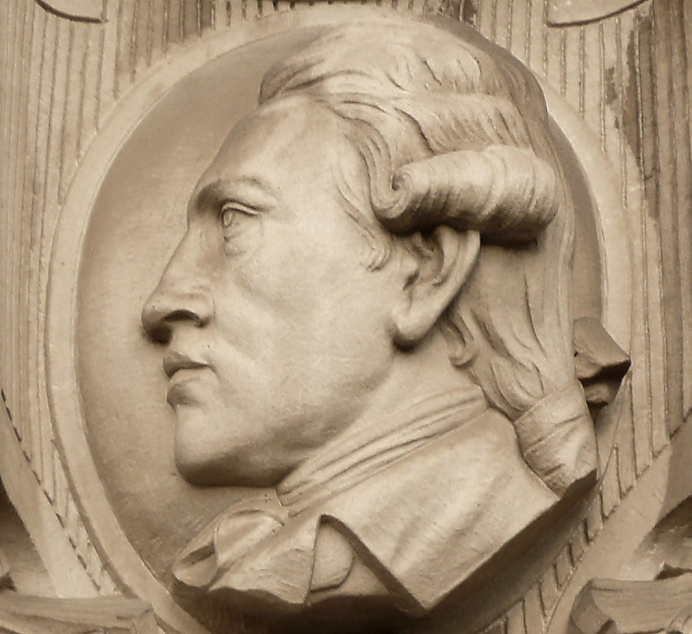
Ludwig Christoph Heinrich Hölty als Porträtmedaillon am Neuen Rathaus Hannover

Ludwig Christoph Heinrich Hölty (* 21. Dezember 1748 in Mariensee; † 1. September 1776 in Hannover) war ein volkstümlicher Dichter im Umfeld des Hainbunds.

## Leben

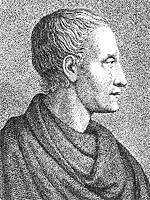
Ludwig Hölty

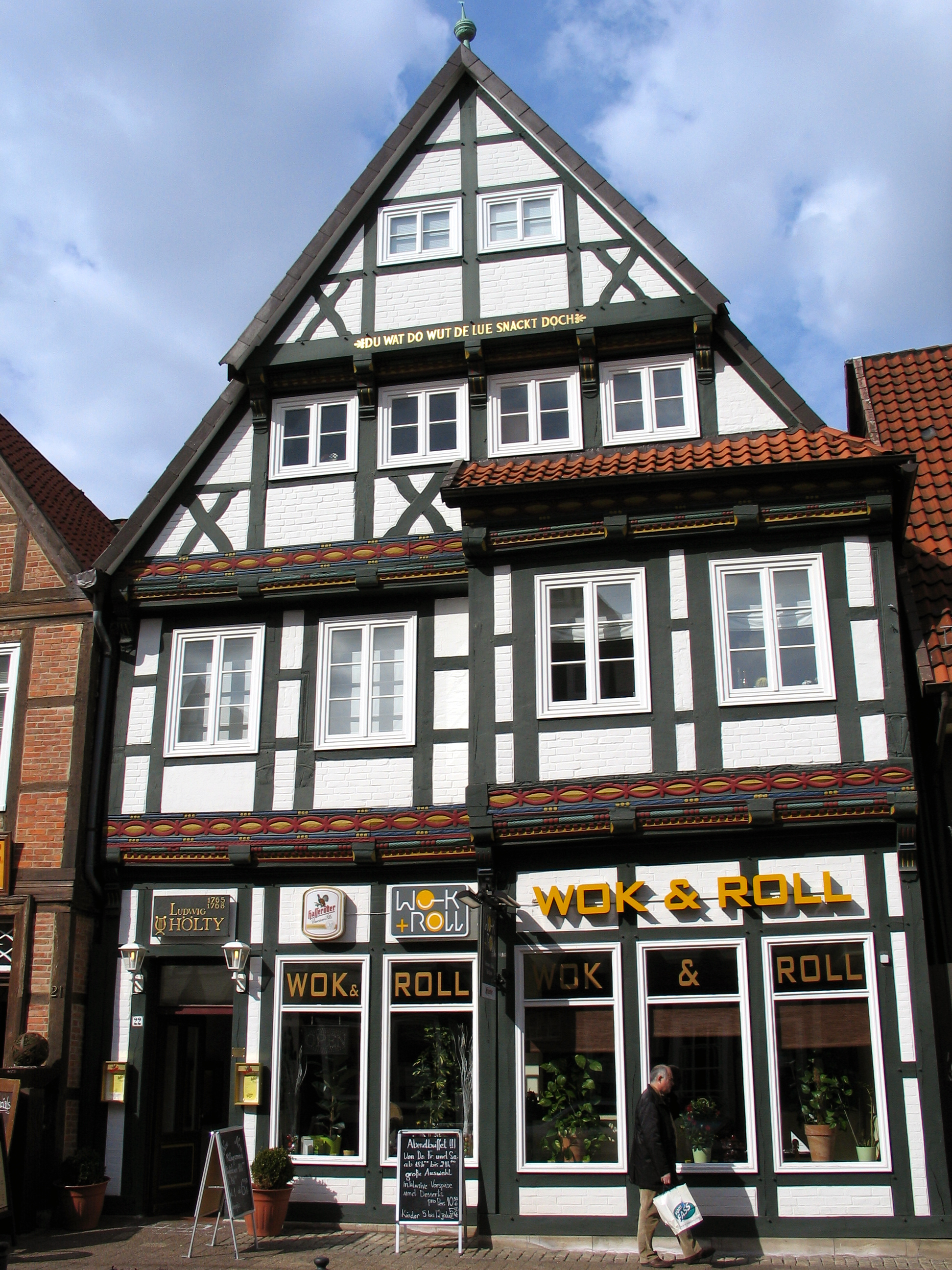
Wohnsitz von 1765 bis 1768 laut Inschrift am Haus Schuhstraße 22 in Celle

### Familie
Ludwig Hölty war Sohn des Predigers Phillip Ernst Hölty.
Er war Großonkel des Pastors und Dichters Hermann Hölty.

### Werdegang
Hölty studierte ab 1769 in Göttingen Theologie und Sprachen. Zu seinem Freundeskreis gehörten u. a. Gottfried August Bürger, Johann Georg August Galletti, Johann Heinrich Voß, Johann Martin Miller, Friedrich Leopold Graf zu Stolberg. Als Bewunderer Klopstocks schloss er sich dem Göttinger Hainbund an.
Höltys Arbeit als Lyriker wurde von Klopstocks Freiheitslyrik sowie vom elegischen Ton englischer Dichter beeinflusst – Hölty hatte unter anderem Shaftesbury übersetzt. Seine beiden letzten Lebensjahre waren von seinem Leiden an der Schwindsucht geprägt, mit der sich Schwermut auf seine Verse legte, und die sich auch in seinen Briefen äußerte. Hölty starb in Hannover im Haus Leinstraße 8. Das Gebäude wurde 1943 zerstört, heute steht eine Gedenktafel am Nachfolgebau. Er wurde auf dem St. Nikolai-Friedhof beigesetzt; die genaue Lage der Ruhestätte ist unbekannt. An den Dichter erinnert das vom Bildhauer Otto Lüer 1901 geschaffene Denkmal neben der Nikolaikapelle. Dazu gehört eine überlebensgroße Bronzestatue eines Jünglings. Am Grabdenkmal ist ein vom Bildhauer Karl Gundelach nach einem zeitgenössischen Schattenriss gefertigtes Porträt-Medaillon des Dichters angebracht. Außerdem sind Gedenkverse von Nikolaus Lenau über Hölty eingraviert:

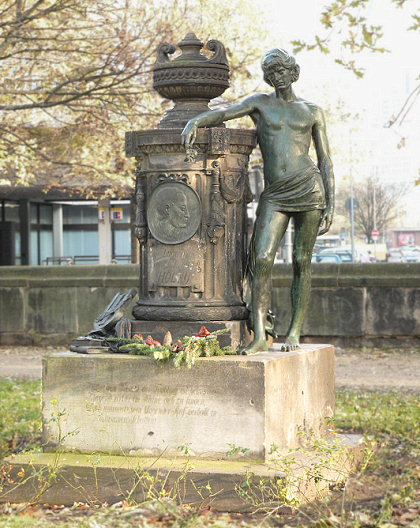
Grabdenkmal von 1901 mit Jüngling auf dem St. Nikolai-Friedhof

„Hölty, Dein Freund der Frühling ist gekommen. Klagend irrt er im Haine, Dich zu finden. Doch umsonst, sein klagender Ruf verhallt in einsamen Schatten.“
Von August Thieme ist folgende Gedichtstrophe über Hölty überliefert:
Hölty der kindliche! Es schimmern seine Saiten

Noch florumwunden hinterm Dorfaltar.

Ihm klang des Lebens Harmonie in Glockenläuten,

Im Laut des Säuglings, den die Bäuerin gebar.

Er folgt' den Jünglingen, den jungen Bräuten,

Und flocht die Todtenblumen in ihr Haar.

Ruh', flißer Sänger! wohl in deinem Blumengrabe,

Mit deinem Strauß, mit deinem Schäferstabe!

In dem Selbstzeugnis der Charlotte von Einem kommentiert sie das Aussehen Höltys:
"Vor allem mein edler frommer kindlichtreuer Hölty, der in dem aller häßlichsten Körper die schönste Engelseele – ach leider unter schweeren Druck, nur auf kurze Zeit bewahrte. Ja – ich mögte sagen – vast mußte mann die Augen zu schlüßen wenn mann so mit Liebe sich ihn nähern oder ihm nahe haben mögte: so  w i e d r i g  war sein Äusres."

## Wirken
Eines seiner bekanntesten Gedichte ist Üb' immer Treu' und Redlichkeit bis an dein kühles Grab (Der alte Landmann an seinen Sohn), das von Wolfgang Amadeus Mozart auf die Melodie Ein Mädchen oder Weibchen aus der Oper Die Zauberflöte mit geringfügiger Abwandlung in Töne gesetzt wurde. Bekannt ist auch die Mozart-Vertonung des Gedichtes Traumbild. Weitere Gedichte wurden unter anderem von Carl Philipp Emanuel Bach, Johann Christoph Friedrich Bach, Johann Abraham Peter Schulz, Johann Friedrich Reichardt, August Harder, Christoph Ernst Friedrich Weyse, Conradin Kreutzer, Franz Schubert, Peter Cornelius, Johannes Brahms, Fanny Hensel und Felix Mendelssohn Bartholdy vertont.

## Ehrungen

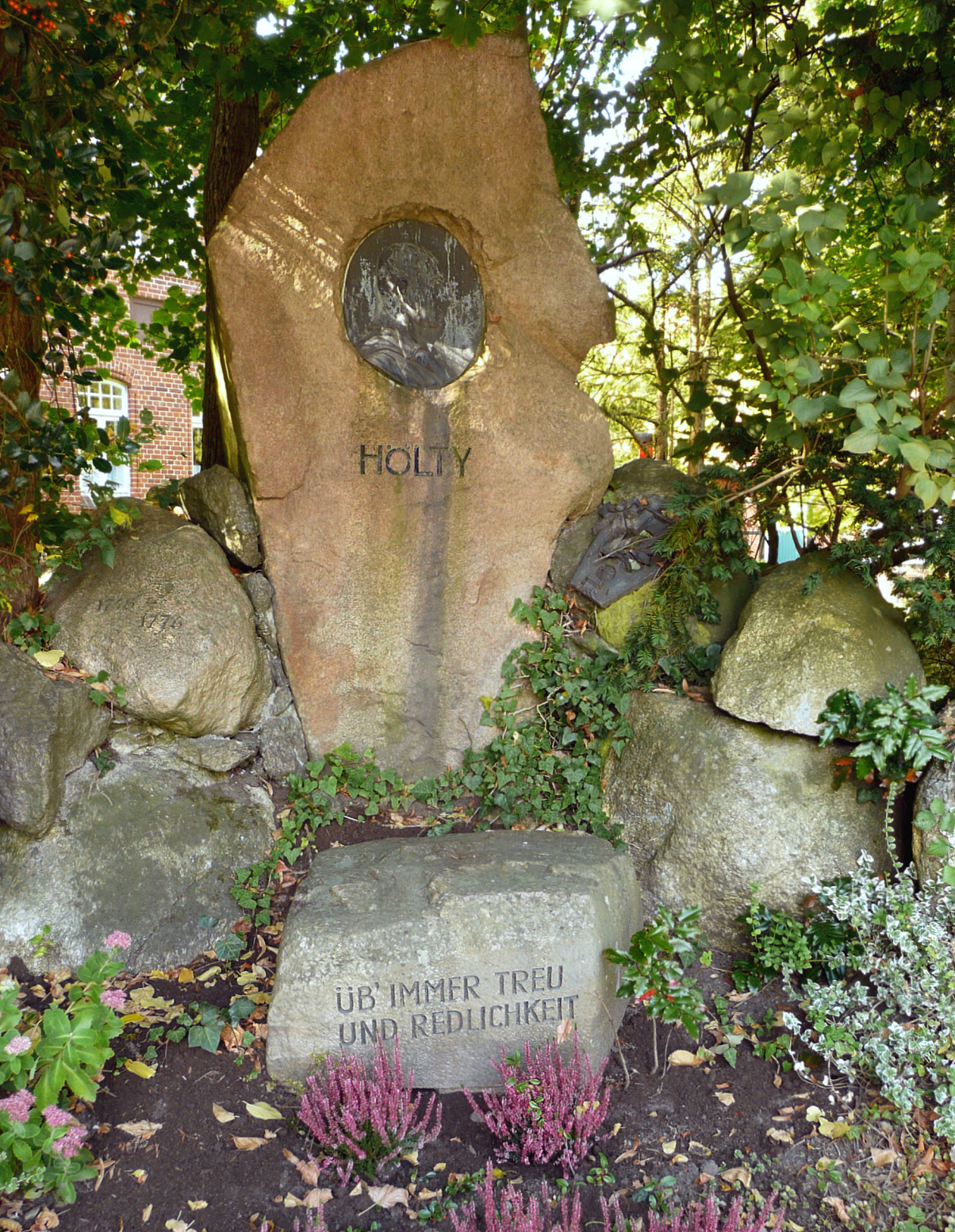
Gedenkstein in Mariensee

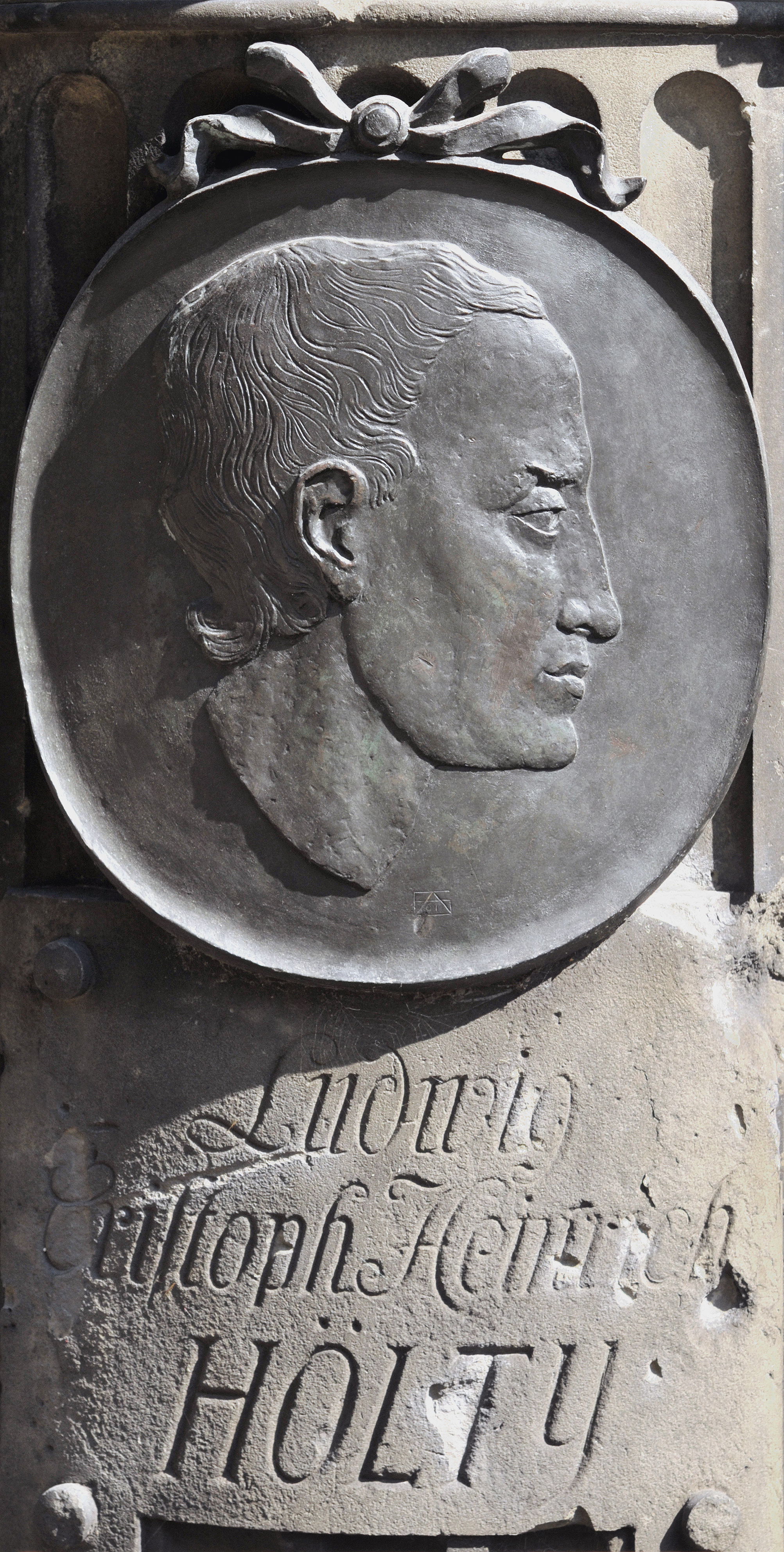
Portraitrelief des Ludwig Heinrich Christoph Hölty von Friedrich Adolf Sötebier aus dem Jahr 1961 an dem Gedenkmal von 1901 auf dem alten St.-Nikolai-Friedhof in Hannover.

Erinnerungstafel an ehemaligen Wohnhäusern Höltys befinden sich in Celle (Schuhstraße 22) und Hannover (Leinstraße 8).

Nach Hölty wurden Gymnasien in Wunstorf bei Hannover und Celle benannt und eine Grundschule in Göttingen. In Göttingen trug ein Antiquariat seinen Namen, die „Hölty-Stube“ in der Johannisstraße 28.

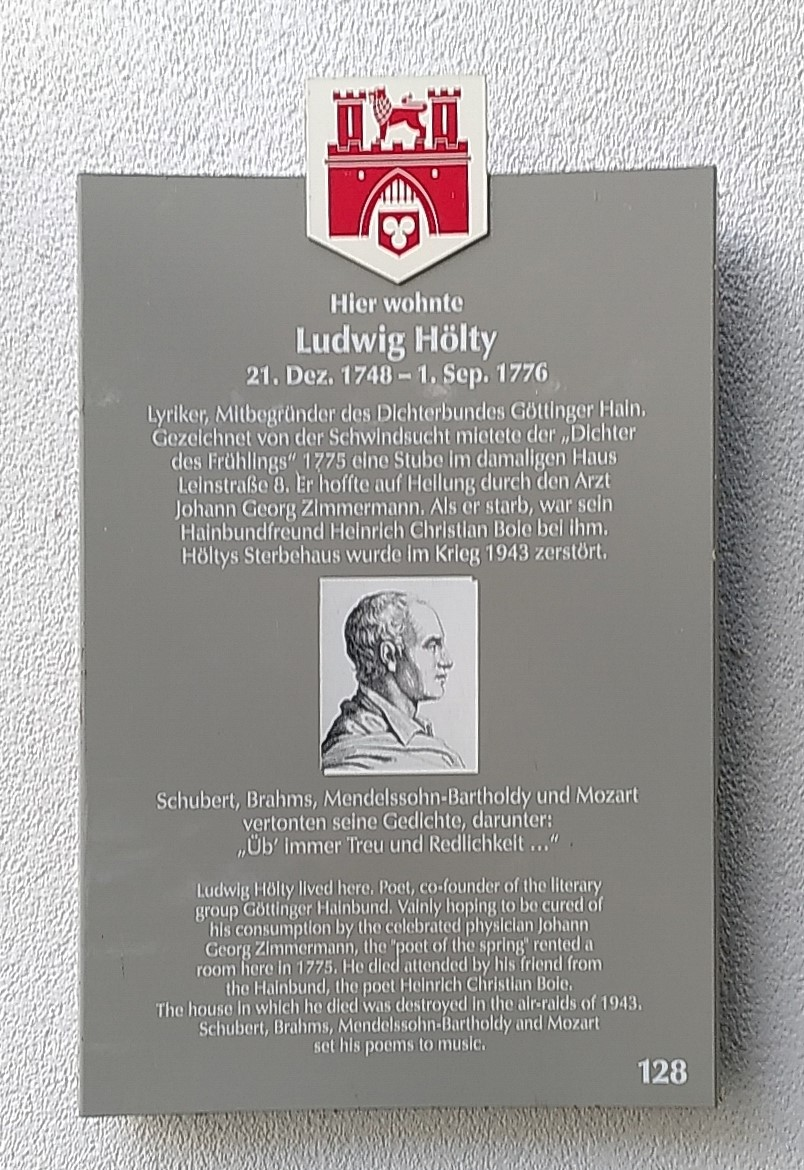
Hannover-Stadttafel an der Stelle von Höltys ehemaligen Wohnhauses im Jahr 1775, Leinstraße 8 (2023)

In Göttingen steht an der Herzberger Landstraße ein Gedenkstein zum Hainbund. In Hannover steht ein Hölty-Denkmal, und in Volkmarshausen bei Hann. Münden wurde ein Höltystein aufgestellt.
Im Kloster Mariensee erinnert die Hölty-Stube, eine kleine literarische Gedenkstätte, an Leben und Werk des Dichters. Neben dem Kloster befindet sich ein Gedenkstein für Ludwig Hölty.
Seit 1865 ehrt die Höltystraße in Hannover den Namen des Dichters. Die Hauptstraße in seinem Geburtsort Mariensee trägt ebenso dessen Namen, genau wie eine Straße im Göttinger Ostviertel. In Celle trägt die Straße an dem das Gymnasium liegt, ebenfalls seinen Namen: Ludwig-Hölty-Straße.
Zu seinem Gedächtnis verleiht die Stadt Hannover seit 2008 alle zwei Jahre den Hölty-Preis.

## Schriften
- Gedichte von Ludewig Heinrich Christoph Hölty. Besorgt durch seine Freunde Friederich Leopold Grafen zu Stolberg und Johann Heinrich Voß. Hamburg: Bohn 1783.
- Curt Wilhelm Michael (Hrsg.): Ludwig Christoph Heinrich Hölty's Sämtliche Werke Band 1, Ges. der Bibliophilen, Weimar, 1914
- Curt Wilhelm Michael (Hrsg.): Ludwig Christoph Heinrich Hölty's Sämtliche Werke Band 2, Ges. der Bibliophilen, Weimar, 1918
- Gedichte (= Insel-Bücherei. Bd. 245, ISSN 0233-1047). Mit einem Nachwort von Walther Lampe. Insel-Verlag, Leipzig 1938.
- Gesammelte Werke und Briefe. Herausgegeben von Walter Hettche. Wallstein, Göttingen 1998, ISBN 3-89244-076-X.
- Sämtliche Gedichte. Contumax, Berlin 2010, ISBN 978-3-8430-5463-8.